# Глинени голуб
Ако сте тражили филм са истим називом, погледајте Глинени голуб (филм)
Глинени голуб је предмет облика и величине тањира који служи за гађање. Израђен је од глине и уз помоћ посебног уређаја избацује се у вис и том приликом стрелци га гађају из пушке. Постоји посебна дисциплина у оквиру стрељаштва, као спорта, где се обављају такмичења у гађању „глинених голубова“. Током свога лета „глинени голуб“ симулира птицу која је узлетела, што је честа мета ловаца. Пре увођења глинених голубова, на такмичењима су се убијали прави голубови.
Под термином „глинени голуб“ се подразумева и незаштићена особа која је виђена за „одстрел“ тј. за било какво малтертирање па чак и убиство.